# Neopeneroplis
Neopeneroplis es un género de foraminífero bentónico considerado un sinónimo posterior de Dendritina de la familia Peneroplidae, de la superfamilia Soritoidea, del suborden Miliolina y del orden Miliolida. Su especie tipo era Neopeneroplis sarmaticus. Su rango cronoestratigráfico abarcaba el Sarmatiense medio (Mioceno medio).

## Clasificación
Neopeneroplis incluía a la siguiente especie:
- Neopeneroplis sarmaticus †